# راه شریانی

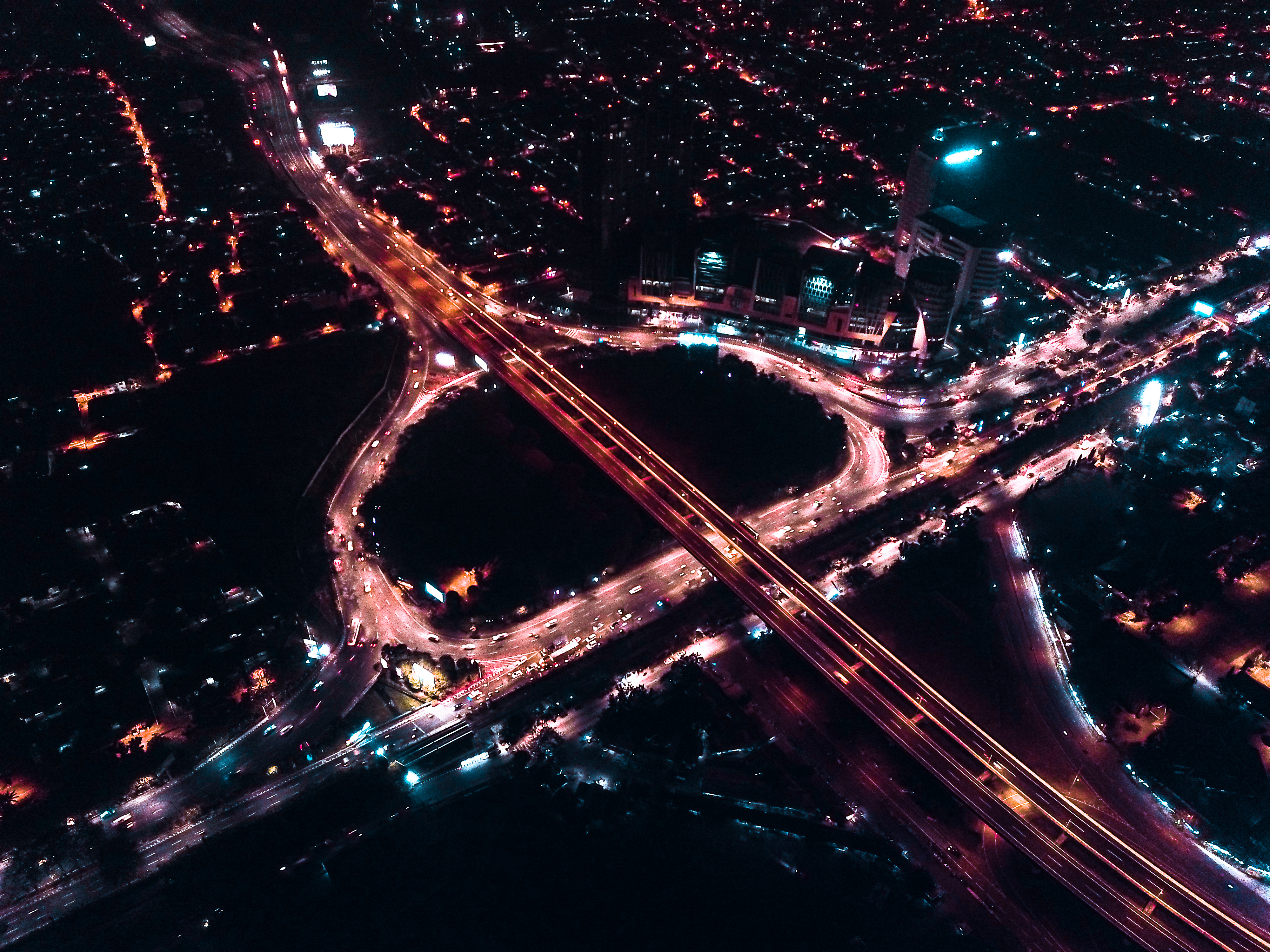
یک راه شریانی

یک راه شریانی یا شاهراه شریانی یا به اختصار شاهراه  عبارت است از هر نوع  خیابان یا راه درون شهری با ظرفیت تردد بالا. راههای جمع‌آوری کننده، آزادراه‌ها و بزرگراههای شهری جزو راههای شریانی شهرهای بزرگ هستند. بزرگراه یک جاده دو طرفه است که دارای دو خط است و با موانعی از هم جدا می شوند تا از برخورد خودروهای در حال حرکت در آن جاده جلوگیری شود. هر مسیر حداقل دو خط عبور دارد و این تعداد می تواند به سه یا چهار برسد. به طور معمول، بزرگراه ها دارای تقاطع های غیر همسطح هستند، اما در موارد بسیار کمی، برخی از بزرگراه ها دارای تقاطع های سطح کنترل شده هستند.
در مهندسی ترافیک یک راه شریانی یا شریان ارتباطی جاده ای است که ترافیک خودروها را بین آزادراه‌ها و جاده‌های جمع آوری‌کننده از محلات تبادل می‌کند. 